# Adoretus franzi
Adoretus franzi är en skalbaggsart som beskrevs av Machatschke 1968. Adoretus franzi ingår i släktet Adoretus och familjen Rutelidae. Inga underarter finns listade i Catalogue of Life.